# Je te voglio bene assaje
Je te voglio bene assaje è un singolo del cantante italiano Liberato, pubblicato il 3 maggio 2018 come quinto ed ultimo estratto dal primo album in studio Liberato.

## Video musicale
Il videoclip, diretto da Francesco Lettieri, è stato pubblicato in concomitanza con il lancio del singolo sul canale YouTube del cantante.
Questo è il video conclusivo che riprende le vicende amorose dei protagonisti (Demetra Avincola e Adam Jendoubi) dei precedenti video Tu t'e scurdat' 'e me e Intostreet. Qui però si va ad analizzare le angosce sentimentali dal punto di vista di lei, a differenza del video precedente che ci mostra le vicende dal punto di vista di lui.

## Tracce
1. Je te voglio bene assaje – 4:01 (Liberato)